# غيلبرت براون
غيلبرت براون (بالإنجليزية: Gilbert Brown)‏ هو لاعب كرة قدم أمريكية أمريكي، ولد في 22 فبراير 1971 في فارمنغتون في الولايات المتحدة.

## وصلات خارجية
- غيلبرت براون على موقع مرجع كرة القدم المحترفة.كوم (الإنجليزية)